# Васкес Кейпо де Льяно, Висенте Мариа Хулиан
Висенте Мариа Хулиан Васкес Кейпо де Льяно (исп. Vicente María Julián Vázquez Queipo de Llano; 17 февраля 1804—1893) — испанский учёный-энциклопедист и государственный деятель.

## Биография
Висенте Мариа Хулиан Васкес Кейпо де Льяно родился 17 февраля 1804 года в Самосе.
В 1832—1846 годах находился на государственной службе на Кубе в должности финансового инспектора и в дальнейшем написал об этой стране книгу. Затем был сенатором, занимал крупные должности в министерстве заморских территорий. После отречения королевы Изабеллы в 1868 г. отказался от продолжения политической карьеры. Был профессором университета в Вальядолиде.
Среди сочинений Васкеса Кейпо — заметная книга «Опыт о системах мер и валюты древних народов от начала истории до основания Халифата» (фр. «Essai sur les systemes métriques et monétaires des anciens peuples depuis les premiers temps historiques jusqu'a la fondu Kalifat d'Orient»; 1859), стоящая в связи с его размышлениями о преодолении денежного кризиса в Испании, вылившимися в итоге в книгу «Денежный кризис в Испании, его причины, последствия и меры преодоления» (исп. «La crisis monetaria española, considerada en su causa, sus efectos y sus remedios, seguida de brevísimas indicaciones sobre el Banco Nacional»; 1866). Васкесом Кейпо также составлены «Таблицы логарифмов» (исп. Tablas de Logaritmos; 1872).
Висенте Мариа Хулиан Васкес Кейпо де Льяно умер 11 марта 1893 года в городе Мадриде.